# Château d'Estresses (Paulhenc)
Pour les articles homonymes, voir château d'Estresse.
Le château d'Estresses est un château situé en France sur la commune de Paulhenc, en région Auvergne-Rhône-Alpes.

## Historique
L’édifice trouve son origine dans un petit donjon du XIIe ou XIIIe siècle, typique des tours carrées régionales. Il est intégré au XIVe ou XVIe siècle à une maison forte avec tourelle d’escalier. Vers 1650, un logis indépendant à tour ronde est construit à l’est. Les deux parties sont réunies au XVIIIe siècle par un bâtiment central, après la démolition de la tourelle. Des aménagements intérieurs sont ajoutés au XIXe siècle.

### Protection
Le château est inscrit au titre des monuments historiques par arrêté du 14 novembre 2008.

## Description
Le donjon présente des pièces voûtées en berceau sur plusieurs niveaux. La tour ronde conserve des peintures murales du XVIIe siècle, tandis que les pièces de vie intègrent des boiseries du XIXe siècle,.